# Botanische Beobachtungen
Botanische Beobachtungen (abreviado Bot. Beob.) es un libro con ilustraciones y descripciones botánicas que fue escrito  por el botánico alemán Johan Wendland. Fue publicado en el año 1798 con el nombre de Botanische Beobachtungen nebst einigen neuen Gattungen und Arten. 1798.